# Sur la Pointe
Sur la Pointe, ou rocher de la Motte, anciennement appelé localement le Sacré Cœur[réf. souhaitée], est un sommet de Haute-Savoie culminant à 1 657 mètres d'altitude dans le massif du Chablais, sur la commune de Bellevaux. Il est doté d'une statue en bronze du Christ et d'une croix.

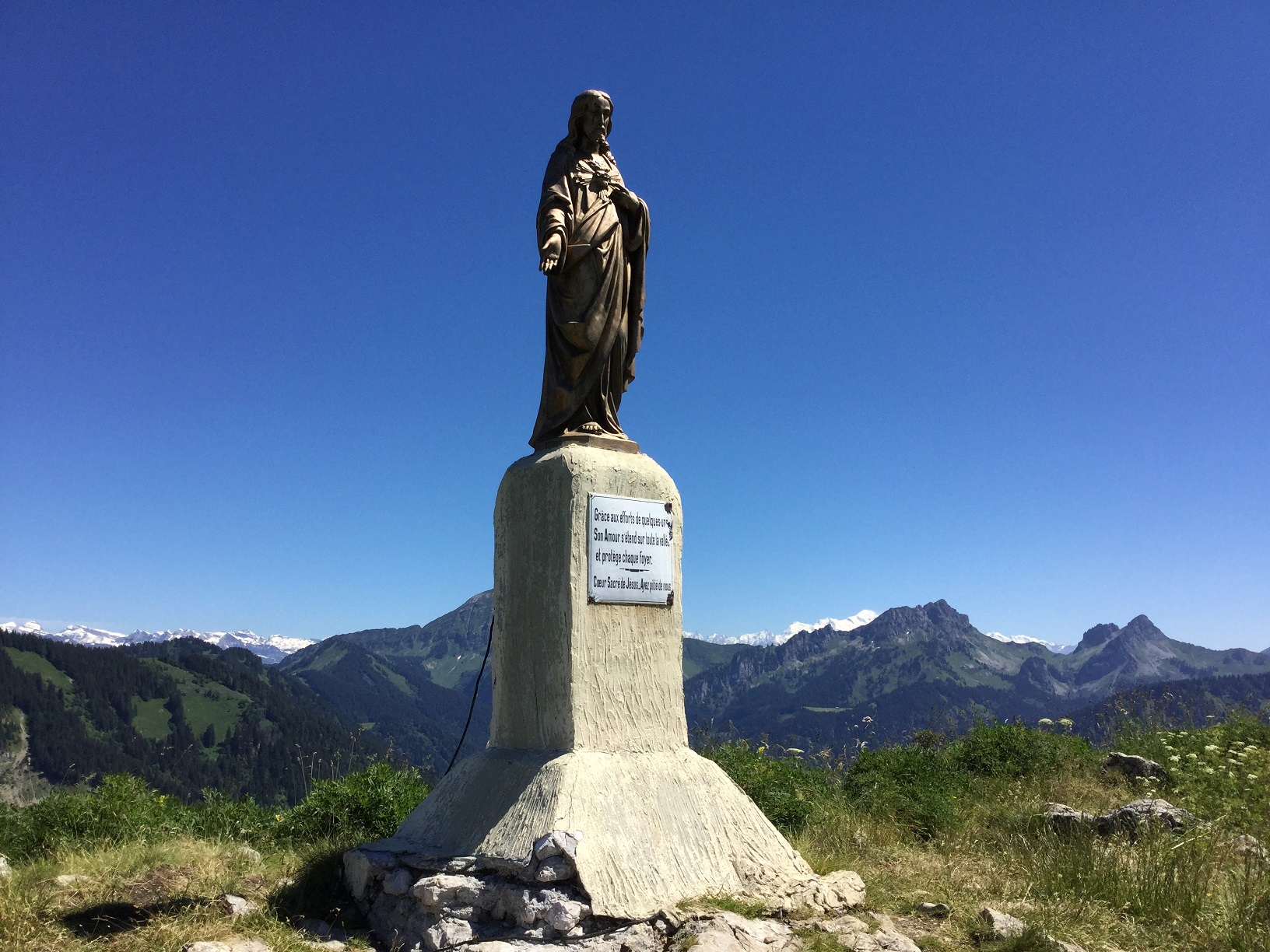
La statue du Christ au sommet de Sur la Pointe

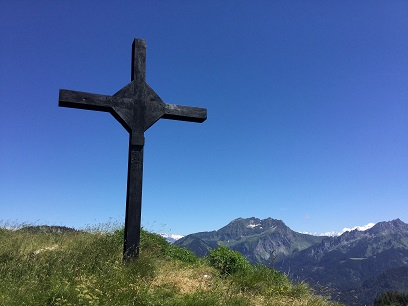
La croix de Sur la Pointe.